# Objeto imposible

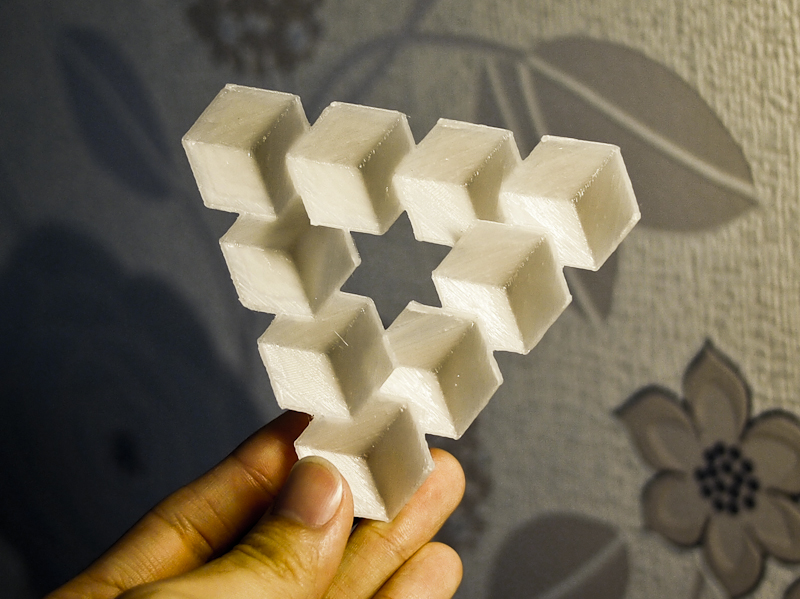
Una versión impresa en 3D de la ilusión del triángulo de Reutersvärd, con una apariencia creada por una perspectiva forzada.

Las formas imposibles son una  serie de formas imaginarias porque su construcción en las tres dimensiones conocidas no se puede dar. Estos objetos se representan por medio de dibujos u otros recursos tecnológicos.

## Delimitación conceptual

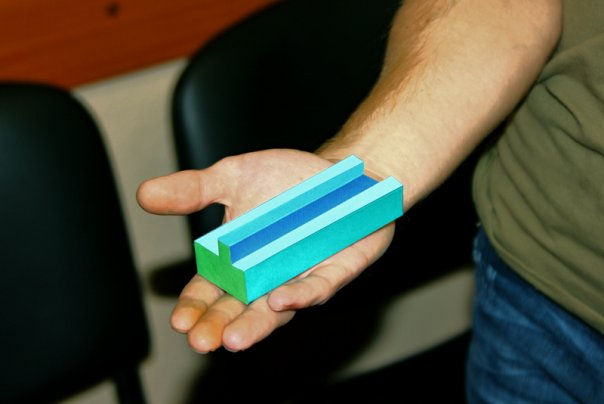
Objeto imposible

El referente obligado es Maurits Cornelis Escher, que fue un artista neerlandés conocido por crear esta idea denominada objetos imposibles  teselados y mundos imaginarios.
Los objetos y arquitectura convencional, no importa lo extravagante que sean, se manejan dentro de la geometría euclidiana, mientras que la arquitectura imposible utiliza atisbos de otras geometrías como la esférica, parabólica, hiperbólica, topológica, o bien distorsiones perspectivas, axonométricas, serialidades inversas, combinando rotaciones, funciones exponenciales, y logarítmicas, junto a reducciones seriales de tamaño o escala.
Existen varios tipos de objetos imposibles. Hay algunos en que el ancho se convierte en el alto o en la profundidad, de manera que observando área por área, el dibujo tiene lógica, pero no así en su totalidad. Otros simplemente nos engañan con la perspectiva en que son plasmados, pues en el dibujo se pueden interpretar dos perspectivas y ninguna es correcta. El ejemplo clásico es el cubo imposible.

## Autores relevantes
El cubo de Necker es una ilusión óptica publicada por primera vez en 1832 por el cristalógrafo suizo Louis Albert Necker. Es un sencillo dibujo de un cubo con trazos lineales, sin indicaciones visuales sobre su orientación, por lo que se puede interpretar que tiene ya sea el lado superior derecho o el lado inferior izquierdo como su lado frontal.
El artista sueco Oscar Reutersvärd es considerado el padre de los objetos imposibles por sus obras pioneras. Sin embargo, se los asocia al artista holandés M.C. Escher, que fue quien los popularizó en los círculos artísticos.
No obstante, a veces, por objetos imposibles se entiende aquellos que se asemejan a los creados por el artista francés Jacques Carelman, que se caracterizan por ser absurdos o inútiles. Un móvil perpetuo es otro ejemplo de objeto imposible.
Roger Dean, es un diseñador, arquitecto, publicista e ilustrador inglés. Debe gran parte de su fama a su trabajo como diseñador de pósteres y portadas discos de rock progresivo y psicodélico de grupos como Yes, Asia, Uriah Heep, Greenslade, Osibisa, etc, que empezó a pintar a finales de la década de los 1960s.
En sus ilustraciones destacan diferentes mundos, arquitecturas imposibles, islas ingrávidas o flotantes con frondosos bosques y toda clase de sueños.

Ilusión óptica del triángulo de Oscar Reutersvärd (1934)
Un cubo imposible
Escalera de Penrose
Triángulo de Penrose
Blivet

## Objeto imposible en el Derecho Civil
En el Derecho Civil, específicamente en el Derecho de las Obligaciones, se exigen ciertos requisitos para considerar que un objeto sea posible, los cuales se refieren a la posibilidad física y legal (o moral) para poder realizar la prestación. De esta manera, cuando la posibilidad de cumplir la prestación no existe, se dice que la prestación u objeto es imposible.

## Objeto imposible en teoría de modelos
Un objeto imposible puede ser entendido como una representación o una descripción de un objeto, tal que si se formalizara completamente dicha representación o descripción, el conjunto de modelos que satisfacen todas las especificaciones de dicha descripción o representación sería el conjunto vacío. Dicho de otra manera, la descripción o representación sería un conjunto de especificaciones lógicamente inconsistentes.